# Manicnemus indicus
Manicnemus indicus är en stekelart som först beskrevs av Mani och Saraswat 1974.  Manicnemus indicus ingår i släktet Manicnemus och familjen sköldlussteklar. Inga underarter finns listade i Catalogue of Life.